# Gare de Bellingham (Washington)
La gare de Bellingham est une gare ferroviaire des États-Unis située dans la ville de Bellingham dans l'État de Washington; elle est desservie par Amtrak. C'est une gare avec personnel.

## Histoire
Elle est mise en service en 1995.

## Service des voyageurs

### Desserte
- Ligne d'Amtrak[1] :
  - Le Cascades: Eugene - Vancouver